# Hook Bill
O Hook Bill (em italiano:  Anatra Curvirostra ou Anatra Becco Curvo, em neerlandês:  Kromsnaveleend ou Noord-Hollandse Krombekeend) é uma raça de pato doméstico originário da Ásia (provavelmente Índia, por se tratar de um provável parente do pato Indian Runner) mas popularizado na Holanda (e, por isto, frequentemente considerado de origem holandesa). O nome Hook Bill é uma referência ao bico aquilino (curvado para baixo) que esse pato possui. A raça é antiga, data dos idos do século XVII. Na Holanda, os patos dessa raça eram tradicionalmente criados próximo a canais.
Sua população mundial em cativeiro é estimada em não mais de 400 indivíduos. Por isto, é considerada uma raça de pato ameaçada de extinção.
Atualmente, é criado principalmente para fins de exibição. Sazonalmente põe ovos em tons de azul. É uma ave leve, pesando entre 5,5 lb (2,49 kg) e 6,5 lb (2,95 kg). O Hook Bill ocorre em três variedades principais que se distinguem pelas cores: o Dusky ou Dark é constituído por tons de cinza e marrom, o White-Bibbed é similar ao Dusky mas possui uma grande faixa de branco na frente e nas penas maiores, e a terceira variedade é a White, cujas penas são todas brancas. Exportada para a América do Norte no ano 2000, a raça Hook Bill ainda não foi incluída na lista padronizada da Associação Americana de Aves Domésticas (American Poultry Association - APA).